# Сент-Хелина-Бей
Сент-Хелина-Бей (африк. St. Helenabaai, англ. Saint Helena Bay) — город на юго-западе Южно-Африканской Республики, на территории Западно-Капской провинции. Входит в состав района Уэст-Кост. Является частью местного муниципалитета Салданья-Бей.

## История
7 ноября 1497 года, на побережье бухты Святой Елены, вблизи места, где позднее возник город, совершил высадку португальский мореплаватель Васко да Гама.

## Географическое положение
Город расположен в западной части провинции, на побережье Атлантического океана, на расстоянии приблизительно 129 километров (по прямой) к северо-северо-западу (NNW) от Кейптауна, административного центра провинции. Абсолютная высота — 252 метра над уровнем моря.

## Климат
Климат города субтропический средиземноморский. Среднегодовое количество осадков — 204 мм. Наибольшее количество осадков выпадает в период с апреля по октябрь. Средний максимум температуры воздуха варьируется от 16,6 °C (в июле), до 25,6 °C (в феврале). Самым холодным месяцем в году является июль. Средняя минимальная ночная температура для этого месяца составляет 7,9 °C.

## Население
По данным официальной переписи 2001 года, население составляло 7875 человек, из которых мужчины составляли 47,92 %, женщины — соответственно 52,08 %. В расовом отношении цветные составляли 66,67 % от населения города, негры — 25,03 %, белые — 8,27 %; азиаты (в том числе индийцы) — 0,04 %. Наиболее распространёнными среди горожан языками были: африкаанс (73,52 %), коса (24,23 %), английский (2,17 %) и сесото (0,08 %).

Согласно данным, полученным в ходе проведения официальной переписи 2011 года, в Сент-Хелина-Бей проживало 11 529 человек, из которых мужчины составляли 49,49 %, женщины — соответственно 50,51 %. В расовом отношении цветные составляли 59,27 % от населения города, негры — 29,66 %; белые — 10,31 %; азиаты (в том числе индийцы) — 0,28 %, представители других рас — 0,48 %. Наиболее распространёнными среди жителей города языками являлись: африкаанс (68,87 %), коса (25,71 %), английский (3,53 %) и сесото (0,36 %).